# سوينغ كوبترز

لعبة سوينغ كوبترز بعد انتهاء اللعبة

سوينغ كوبترز (بالإنجليزية: Swing Copters)‏ ، هي لعبة إلكترونية من نوع مغامرات، نشرها شركة غيرز ستوديوز الفيتنامية، وعرضت في متجر غوغل بتاريخ 21 أغسطس عام 2014م، والذي صممه وطور اللعبة هو دونغ نغوين (Dong Nguyen) ، وهو نفس الرجل الذي صمم لعبة فلابي بيرد عام 2013م، وتعمل على نظامين هما آي أو إس التابع لشركة آبل، ونظام آندرويد.

## طريقة اللعبة
يقوم بطل اللعبة بالضغط على زر الشاشة لتتمكن الطيار المضطرب من التحليق بشكل عشوائي، فمرة يطير بالجهة اليمنى بشكل أسرع فعلى اللاعب الضغط على نفس أيقونة الشاشة لتلتفت إلى اليسار، ويواجه بطل اللعبة العديد من شكل المطرقة ليوقعه على الأرض، وتعاد اللعبة من جديد، وتهدف هذه اللعبة إلى كسب درجات الوصول وحصولها على أربع ميداليات، ومن بينها البرونزية والفضية والماسية.

## مصدر
1. ↑  "Swing Copters on the App Store on iTunes". مؤرشف من الأصل في 2019-04-06. اطلع عليه بتاريخ 2014-08-24.
2. ↑  "Swing Copters – Android Apps on Google Play". مؤرشف من الأصل في 2018-11-06.
3. ↑  Dewey، Caitlin (21 أغسطس 2014). "How to beat the Flappy Bird sequel Swing Copters? Don't play it". Washington Post. مؤرشف من الأصل في 2017-09-14. اطلع عليه بتاريخ 2014-08-23. {{استشهاد ويب}}: استعمال الخط المائل أو الغليظ غير مسموح: |ناشر= (مساعدة)
4. ↑  McWhertor، Michael (22 أغسطس 2014). "Google cleans up Google Play store, removes dozens of Swing Copters clones". Polygon. مؤرشف من الأصل في 2017-09-14. اطلع عليه بتاريخ 2014-08-23.
5. ↑  Skate، Ryan (21 أغسطس 2014). "Download Swing Copters, version 1.0.1 APK". App Centers. مؤرشف من الأصل في 2014-12-21. اطلع عليه بتاريخ 2014-08-23. {{استشهاد ويب}}: استعمال الخط المائل أو الغليظ غير مسموح: |ناشر= (مساعدة)

## وصلة خارجية
- .GEARS Studios website